# Pasta de gambas

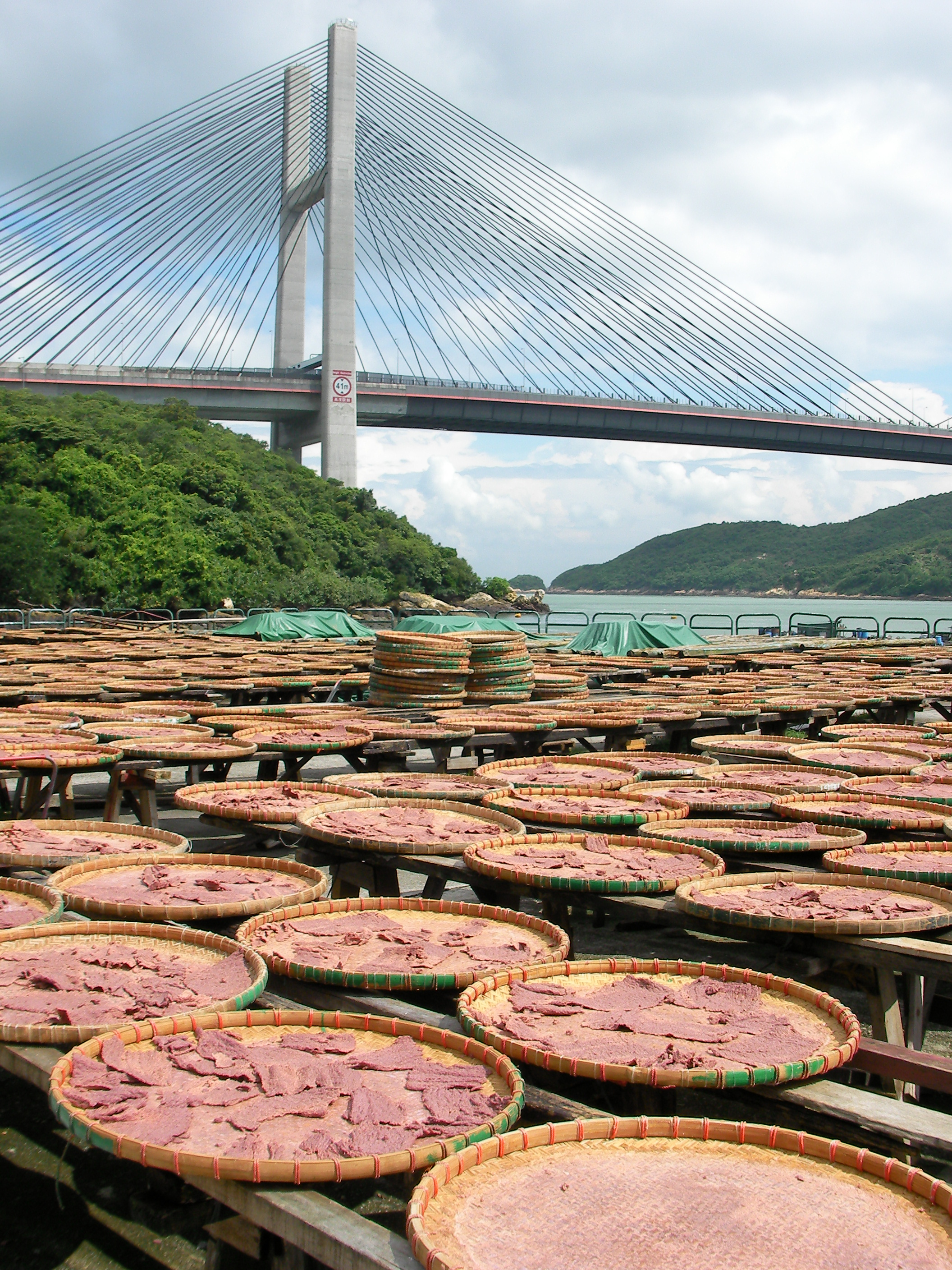
Pasta de gambas secando al sol en Hong Kong.

La pasta de gambas, o también denominada salsa de gambas, es un ingrediente muy común de las cocinas del Sureste de Asia y del sur de China. Es conocida también como terasi (pronunciado también trassi, terasie) en indonesio, kapi (กะปิ) en tailandés, belacan (también pronunciado belachan, blachang, balachong) en malayo, mam tom en vietnamita y bagoong alamang/aramang en tagalo.
Se elabora la pasta con la fermentación del  camarón. A muchos occidentales este condimento no les es familiar, el olor puede ser extremadamente repulsivo (sobre todo si se le compara con la asafétida), sin embargo, es un ingrediente esencial en muchos curry y salsas. La pasta del camarón se puede encontrar como condimento en muchas de las comidas en la cocina tailandesa, cocina de Malasia, cocina de Indonesia y cocina filipina a menudo como ingrediente en salsas para mojar los pescados o vegetales.

## Variedades de pasta de gambas
Las pastas de gambas varían en aspecto entre sí. Por ejemplo: la pasta de gambas producida en Hong Kong y Vietnam es típicamente de un color gris rosáceo ligero mientras que el tipo usado para cocina de Tailandia es de un color marrón más oscuro. Mientras que toda la pasta de gambas tiene un olor acre notorio, los grados más altos de calidad pueden llegar a tener un aroma más agradable. Los mercados cerca de las aldeas que producen la pasta de gambas son los mejores lugares para obtener el producto de la más alta calidad. La pasta de gambas se utiliza diferentemente en diversas culturas asiáticas y puede variar mucho en aroma, textura y salinidad. Por lo tanto, se debe elegir con sumo cuidado la pasta correcta de gambas para el alimento que se esté preparando.

### Belacan
El belacan es una variedad de pasta de gambas muy popular en Malasia, está preparada a base de camarones frescos (en realidad de una variación de camarón denominada geragau en malayo). Los camarones son picados finamente hasta llegar a consistencia de pasta y es apilado para que fermente durante varios meses. La pasta se desentierra y se fríe, para volver a ser presionada en prensas especiales. El belacan se emplea como ingrediente de muchos platos, o ingerido sólo acompañado de arroz. Una preparación común es el sambal belacan, elaborado con una mezcla de belacan con chiles, ajo picado, pasta de chalotas y azúcar. El nombre de belacán proviene quizás del portugués bacalao (pronunciado como balichao), indicando la salinidad de la pasta.

### Terasi
El terasi es una variedad indonesia de la pasta de gambas que se elabora de gambas secas fritas que se abandona hasta llegar a fermentar, se compra generalmente en bloques de color oscuro, pero a veces en polvo. Antes de ser añadido a los alimentos se suele tostar en una sartén al fuego. Es un ingrediente principal en el sambal terasi.

### Bagoong alamang/aramang
Bagoong alamang es la denominación de la pasta de gambas en la cocina filipina, está hecha de camarón y suele servirse para saborizar los mangos verdes. La pasta bagoong tiene una apariencia, sabor y aroma que dependen del estilo de elaboración. Algunas llegan a ser de color rosa, mientras que otras son marrones y dulces. Se sirve aparte en un plato una pequeña porción de bagoong en el plato popular en Filipinas denominado kare-kare. Puede también ser salteada con cerdo en la elaboración de un plato llamado binagoongan. El bagoong, sin embargo, está asociado con las versiones de pescados aperitivos (como las anchoas, terong del bagoong).